# تشارلز جونز (لاعب كرة سلة مواليد 1962)
تشارلز جونز (بالإنجليزية: Charles Jones)‏ مواليد 12 يناير 1962 في سكوبا، هو لاعب كرة سلة أمريكي سابق. بدأ مسيرته الاحترافية في سنة 1984. تم اختياره من قبل فريق فينيكس صنز خلال الدرافت. يبلغ طوله 6 قدم 8 بوصة (2.0 م). اعتزل اللعب في 1991.

## المسيرة الاحترافية
لعب مع فينيكس صنز من سنة 1984 إلى 1986، ثم لعب مع بورتلاند ترايل بلايزرز في موسم 1987–1988، ثم لعب مع واشنطن ويزاردز في موسم 1988–1989، ثم لعب مع فيولا ريدجو كالابريا في الدوري الإيطالي في موسم 1989–1990.

## روابط خارجية
- تشارلز جونز على موقع إن بي أي (الإنجليزية)
- تشارلز جونز على موقع سبورتس رفرنس (الإنجليزية)
- تشارلز جونز على موقع كلية كرة السلة في سبورتس رفرنس.كوم (الإنجليزية)
- تشارلز جونز على موقع ريلجم (الإنجليزية)
- تشارلز جونز على موقع بروبوليرز (الإنجليزية)